# وندلیا (ایندیانا)
وندلیا، ایندیانا (به انگلیسی: Vandalia, Indiana) یک منطقهٔ مسکونی در ایالات متحده آمریکا است که در شهرستان اوون واقع شده‌است.

## خصوصیات
وندلیا ۲۴۰ متر بالاتر از سطح دریا واقع شده‌است.